# Bolanggu

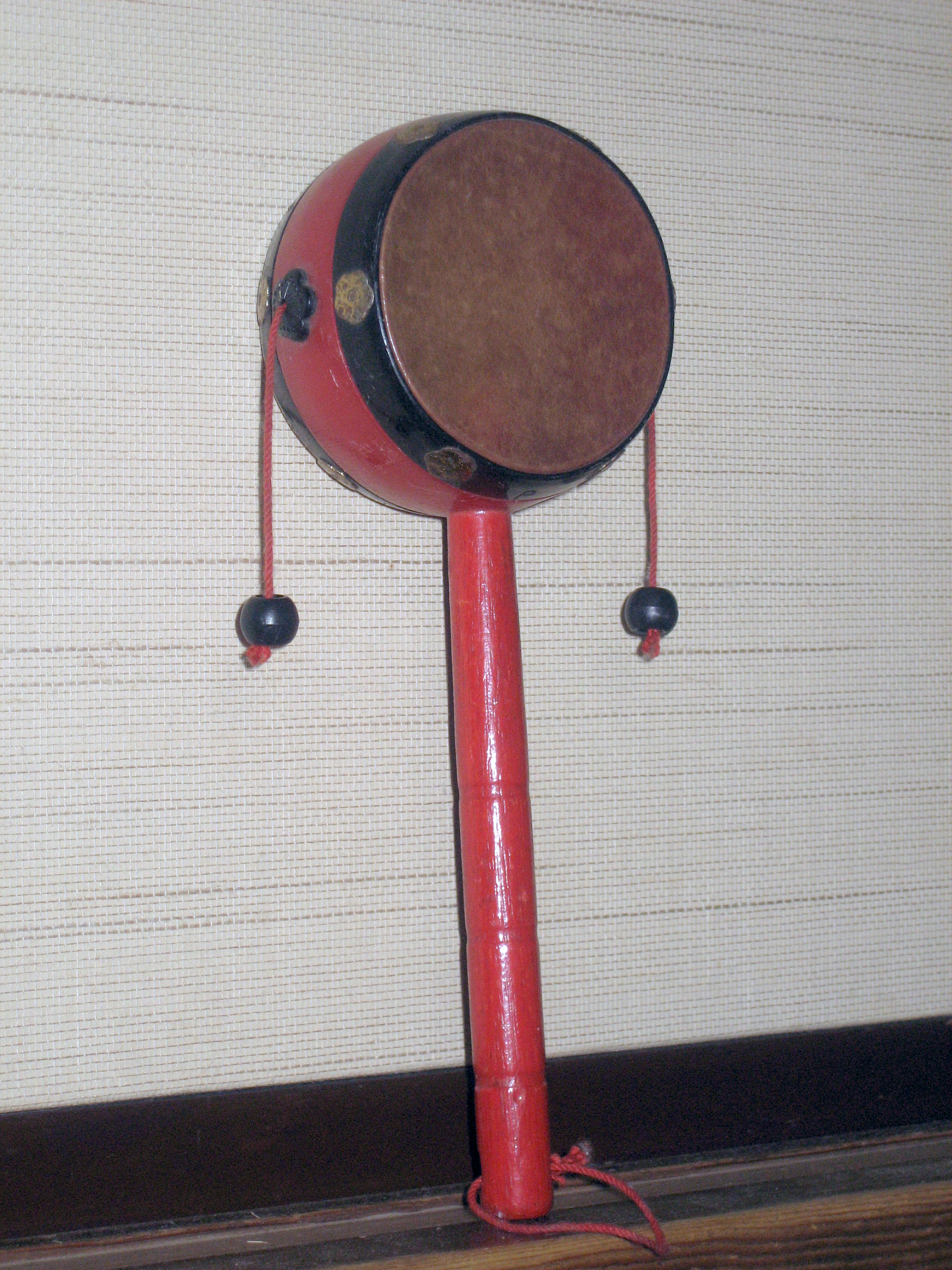
En traditionell bolanggu.

Bolanggu (拨浪鼓) är ett 3500 år gammalt kinesiskt truminstrument. Trumman har två sidor och sitter på en pinne. Ut från trumman finns därtill två snören med kulor. Genom att spinna pinnen slår kulorna rytmiskt på bägge sidor av trumman. Trumman används i religiösa ritualer i bland annat Indien, Tibet, Mongoliet och Taiwan men används också som leksak.